# Seznam dílů seriálu Zaklínač (2019)
Toto je seznam dílů seriálu Zaklínač.

## Přehled řad
| Řada | Díly | Premiéra na Netflixu | Premiéra na Netflixu |
| Řada | Díly | První díl            | Poslední díl         |
| ---- | ---- | -------------------- | -------------------- |
| 1    | 8    | 20. prosince 2019    | 20. prosince 2019    |
| 2    | 8    | 17. prosince 2021    | 17. prosince 2021    |
| 3    | 8    | 29. června 2023      | 27. července 2023    |
| 4    | 8    | 2025                 | 2025                 |

## Seznam dílů

### První řada (2019)
První řada je založena na povídkách z knih Poslední přání a Meč osudu. 
| Č. v seriálu | Č. v řadě | Původní název                     | Český název                         | Režie                      | Scénář                  | Premiéra na Netflixu |
| --- | --------- | --------------------------------- | ----------------------------------- | -------------------------- | ----------------------- | -------------------- |
| 1 | 1         | The End's Beginning               | Začátek konce                       | Alik Sakharov              | Lauren Schmidt Hissrich | 20. prosince 2019    |
| Geralt z Rivie přijíždí po bitvě s domovojem do nedalekého města Blaviken. Ve zdejší hospodě se setkává s Renfri, bývalou princeznou a nyní loupežnicí, o které se říká, že je prokletá. Jejím cílem je čaroděj Stregobor, kterého vystopovala až do města. Stregobor naláká Geralta do svého úkrytu a požádá ho, aby Renfri zabil. Geralt však odmítá. O něco později v lese přistupuje Renfri ke Geraltovi a nabízí mu protinávrh. Geralt ji dává ultimátum: buď odejde z Blavikenu nebo zemře. Renfri souhlasí, že odejde. V noci se však vrací, aby Geralta svedla. Geralt se probouzí a uvědomuje si, že se Renfri nevzdá a Stregobor zabije. Ve snaze zastavit ji, tak utíká na tržiště. Poté, co zabil její společníky, s ní bojuje a smrtelně jí zraní. Před svou smrtí mu Renrfi povídá o dívce, která bude jeho osudem. Stregobor se dostavuje na tržiště pro její tělo, aby na něm udělal pitvu. Geralt je však proti. O několik let později je království Cintra napadeno a poraženo jeho jižním sousedem Nilfgaardem. Princezna Cirrila je poslána pryč její babičkou, královnou Calanthé, aby utekla před smrtí a našla Geralta z Rivie. Při útěku je zajata Cahirem, nilfgaardským důstojníkem. Nicméně pohled na hořící město a hrad spustí její schopnosti a ze zajetí unikne.Založeno na povídce „Menší zlo“. |           |                                   |                                     |                            |                         |                      |
| 2 | 2         | Four Marks                        | Čtyři marky                         | Alik Sakharov              | Jenny Klein             | 20. prosince 2019    |
| Yennefer, hrbatá dívka z království Aedirnu, je koupena Tissaiou de Vries. Je odvezena do Arethusy, akademie, kde je cvičena, aby se z ní stala čarodějka. Brzy však zjistí, že není tak talentovaná jako ostatní studenti. Spřátelí se tedy s Istreddem a odhaluje mu, že je z poloviny elfka, což je příčinou její deformity. Později je odhaleno, že Tissaia a Stregobor používali Yennefer a Istredda ke vzájemnému špehování. Yennefer je svědkem toho, jak Tissaia přeměňuje tři své studenty na úhoře. Jejich úlohou je napájet Arethusu magií. Geralt je najmut, aby vyřešil krádeže obilí v Posadě. V touze po dobrodružství se k němu přidává potulný bard Marigold. Spolu narazí na Sylvana, inteligentní kozí bytost, která je srazí do bezvědomí. Probudí se v horské jeskyně, kde se setkávají s králem elfů Filavandrelem. Geralt ho naléhavě požádá, aby svůj člověkem vyhnaný lid dovedl do lepších zemí. Filavendrel je nakonec propouští. Cirilla potkává v lesích chlapce Dara. Cestou ho však ztratí a dostává se do uprchlického tábora. V noci na tábor útočí Cahirovi jednotky a Dara se vrací, aby zachránil Cirillu. Když jsou oba v bezpečí, tak Cirilla zjišťuje, že je Dara elf.Založeno na povídce „Konec světa“.                                                                                 |           |                                   |                                     |                            |                         |                      |
| 3 | 3         | Betrayer Moon                     | Zrádce měsíc                        | Alex Garcia Lopez          | Beau DeMayo             | 20. prosince 2019    |
| Milenci Yennefer a Istredd stojí před koncem jejich tréninku. Yennefer má šanci proměnit své zdeformované tělo do vysněné podoby předtím, než je zasvěcena. Bratrstvo čarodějů mezitím diskutuje o přidělení zasvěcených čarodějek do příslušných království. Yennefer je prostřednictvím Stregoborova schématu a kvůli své vílí krvi zařazena do Nilfgaardu, přestože měla zájem o Aedirn. Rozchází se s Istreddem a za cenu své plodnosti podstupuje bolestivou transformaci. Na večírku okouzluje krále Aedirnu, aby ji vzal za svého poradce. Geralt cestuje do království Temeria, aby vyřešil případ netvora pronásledujícího tamější obyvatele. S pomocí čarodějky a poradkyně krále Foltesta, Triss Merigold, určuje Geralt totožnost monstra. Jedná se o strigu, bytost narozenou z kletby, která vzešla z incestního vztahu mezi Foltestem a jeho zesnulou sestrou, princeznou Addou. Geralt také zjišťuje, že za kletbou stojí soudce Ostrit, jenž se o incestu dozvěděl. Geralt používá Ostrita jako návnadu a se strigou bojuje až do úsvitu, kdy se kletba ruší. Cirilla vstupuje v transu do hustého lesa.Založeno na povídce „Zaklínač“. |           |                                   |                                     |                            |                         |                      |
| 4 | 4         | Of Banquets, Bastards and Burials | O hostinách, parchantech a pohřbech | Alex Garcia Lopez          | Declan de Barra         | 20. prosince 2019    |
| Založeno na povídce „Otázka ceny“. |           |                                   |                                     |                            |                         |                      |
| 5 | 5         | Bottled Appetites                 | Touhy v láhvi                       | Charlotte Brändström       | Sneha Koorse            | 20. prosince 2019    |
| Založeno na povídce „Poslední přání“. |           |                                   |                                     |                            |                         |                      |
| 6 | 6         | Rare Species                      | Vzácný druh                         | Charlotte Brändström       | Haily Hall              | 20. prosince 2019    |
| Založeno na povídce „Hranice možností“. |           |                                   |                                     |                            |                         |                      |
| 7 | 7         | Before a Fall                     | Před pádem                          | Alik Sakharov a Marc Jobst | Mike Ostrowski          | 20. prosince 2019    |
| Založeno na povídce „Něco více“. |           |                                   |                                     |                            |                         |                      |
| 8 | 8         | Much More                         | Něco více                           | Marc Jobst                 | Lauren Schmidt Hissrich | 20. prosince 2019    |
| Založeno na povídce „Něco více“. |           |                                   |                                     |                            |                         |                      |

### Druhá řada (2021)
První díl druhé řady vychází z povídky Zrnko pravdy z knihy Poslední přání. Zbytek řady je založen na knize Krev elfů a začátku knihy Čas opovržení. 
| Č. v seriálu | Č. v řadě | Původní název         | Český název            | Režie          | Scénář                  | Premiéra na Netflixu |
| ------------ | --------- | --------------------- | ---------------------- | -------------- | ----------------------- | -------------------- |
| 9            | 1         | A Grain of Truth      | Zrnko pravdy           | Stephen Surjik | Declan de Barra         | 17. prosince 2021    |
| 10           | 2         | Kaer Morhen           | Kaer Morhen            | Stephen Surjik | Beau DeMayo             | 17. prosince 2021    |
| 11           | 3         | What Is Lost          | Ztráty                 | Sarah O'Gorman | Clare Higgins           | 17. prosince 2021    |
| 12           | 4         | Redanian Intelligence | Tajné zprávy z Redanie | Sarah O'Gorman | Sneha Koorse            | 17. prosince 2021    |
| 13           | 5         | Turn Your Back        | Ukaž jim záda          | Ed Bazalgette  | Haily Hall              | 17. prosince 2021    |
| 14           | 6         | Dear Friend           | Milý příteli           | Louise Hooper  | Matthew D'Ambrosio      | 17. prosince 2021    |
| 15           | 7         | Voleth Meir           | Voleth Meir            | Louise Hooper  | Mike Ostrowski          | 17. prosince 2021    |
| 16           | 8         | Family                | Rodina                 | Ed Bazalgette  | Lauren Schmidt Hissrich | 17. prosince 2021    |

### Třetí řada (2023)
Třetí řadě slouží jako předloha kniha Čas opovržení. 
| Č. v seriálu | Č. v řadě | Původní název                                           | Český název                                     | Režie           | Scénář                            | Premiéra na Netflixu |
| ------------ | --------- | ------------------------------------------------------- | ----------------------------------------------- | --------------- | --------------------------------- | -------------------- |
| 17           | 1         | Shaerrawedd                                             | Shaerrawedd                                     | Stephen Surjik  | Mike Ostrowski                    | 29. června 2023      |
| 18           | 2         | Unbound                                                 | Každý po svém                                   | Stephen Surjik  | Tania Lotia                       | 29. června 2023      |
| 19           | 3         | Reunion                                                 | Zase spolu                                      | Gandja Monteiro | Haily Hall                        | 29. června 2023      |
| 20           | 4         | The Invitation                                          | Pozvání                                         | Gandja Monteiro | Rae Benjamin                      | 29. června 2023      |
| 21           | 5         | The Art of Illusion                                     | Umění klamu                                     | Loni Peristere  | Clare Higgins                     | 29. června 2023      |
| 22           | 6         | Everybody Has A Plan ´till They Get Punched in the Face | Každý má plán, dokud nedostane ránu do obličeje | Loni Peristere  | Javier Grillo-Marxuach            | 27. července 2023    |
| 23           | 7         | Out of the Fire, Into the Frying Pan                    | Ven z ohně, do pánve                            | Bola Ogun       | Matthew D'Ambrosio                | 27. července 2023    |
| 24           | 8         | The Cost of Chaos                                       | Cena chaosu                                     | Bola Ogun       | Mike Ostrowski a Troy Dangerfield | 27. července 2023    |

### Čtvrtá řada
V říjnu 2022 Netflix oznámil, že byl seriál obnoven pro čtvrtou řadu.